# Robert Gherghe
Robert Cristian Gherghe (sinh ngày 5 tháng 5 năm 1996) là một cầu thủ bóng đá người România thi đấu ở vị trí hậu vệ cho Mioveni. Trong sự nghiệp, Gherghe cũng thi đấu cho Olt Slatina, Metaloglobus București và đội dự bị của FC Voluntari.

## Sự nghiệp quốc tế
Robert Gherghe thi đấu 3 trận cho U-19 România.